# تساو كون
تساو كون (بالإنجليزية: Cao Kun)‏ (و. 1862 – 1938 م)
 هو سياسي، وأمير الحرب من جمهورية الصين، ولد في تيانجين، ويحمل رتبة عسكرية فريق أول، توفي في تيانجين، عن عمر يناهز 76 عاماً.